# Cunicultura

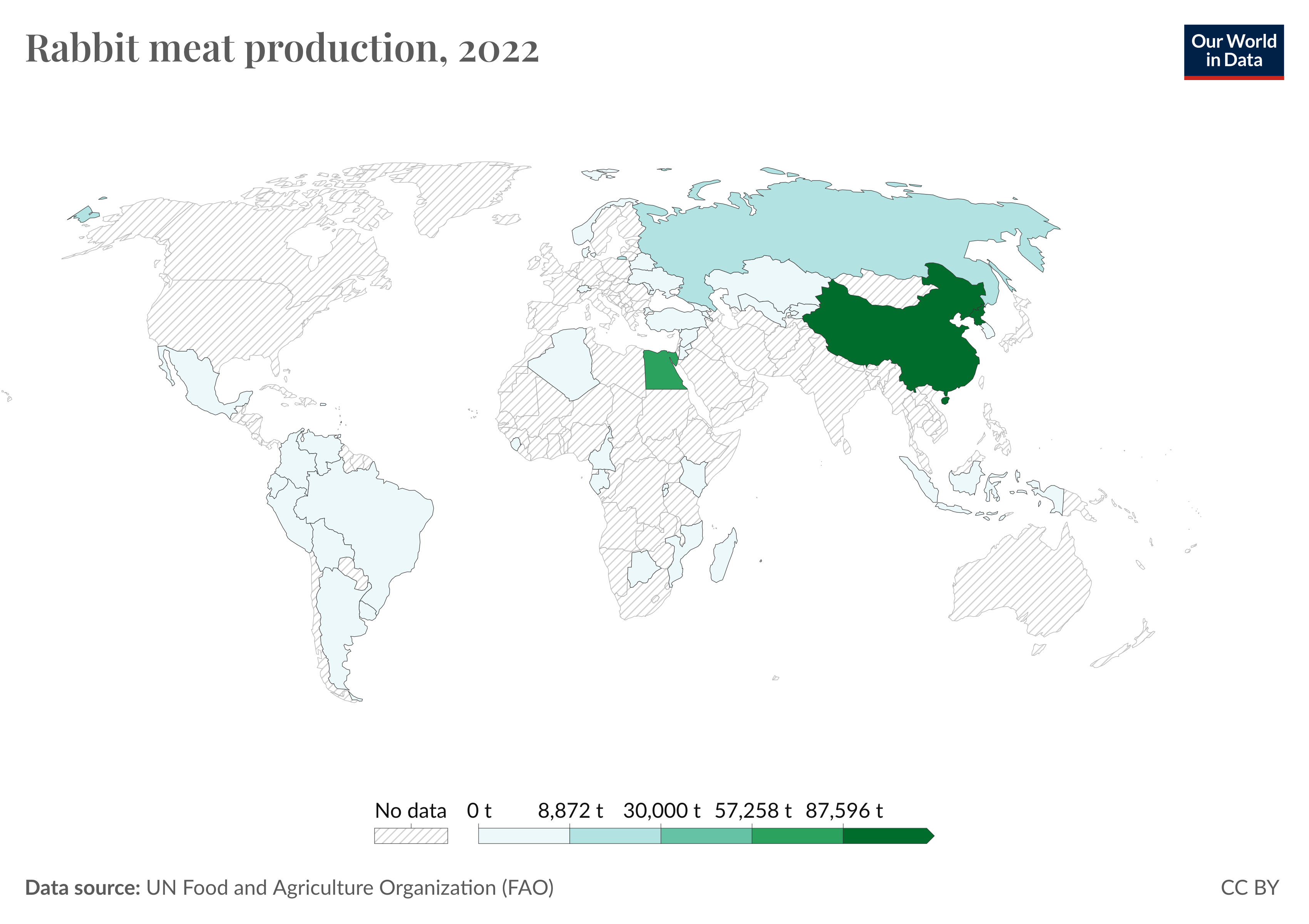
Regiones productoras de conejo a nivel mundial

La cunicultura (del latín cunicŭlus «conejo» y -cultura) es el conjunto de técnicas y procesos llevados a cabo por el hombre para el aprovechamiento de conejos, que abarca, básicamente, las actividades vinculadas a la cría de este, llevadas a cabo en la actualidad a nivel industrial. Fue puesta en práctica ya por romanos y olmecas. Uno de los grandes problemas a los que se tiene que enfrentar la cunicultura es la mixomatosis. Para lo perteneciente o relativo a esta práctica se utilizado el adjetivo «cunícola».